# M/S Eldey

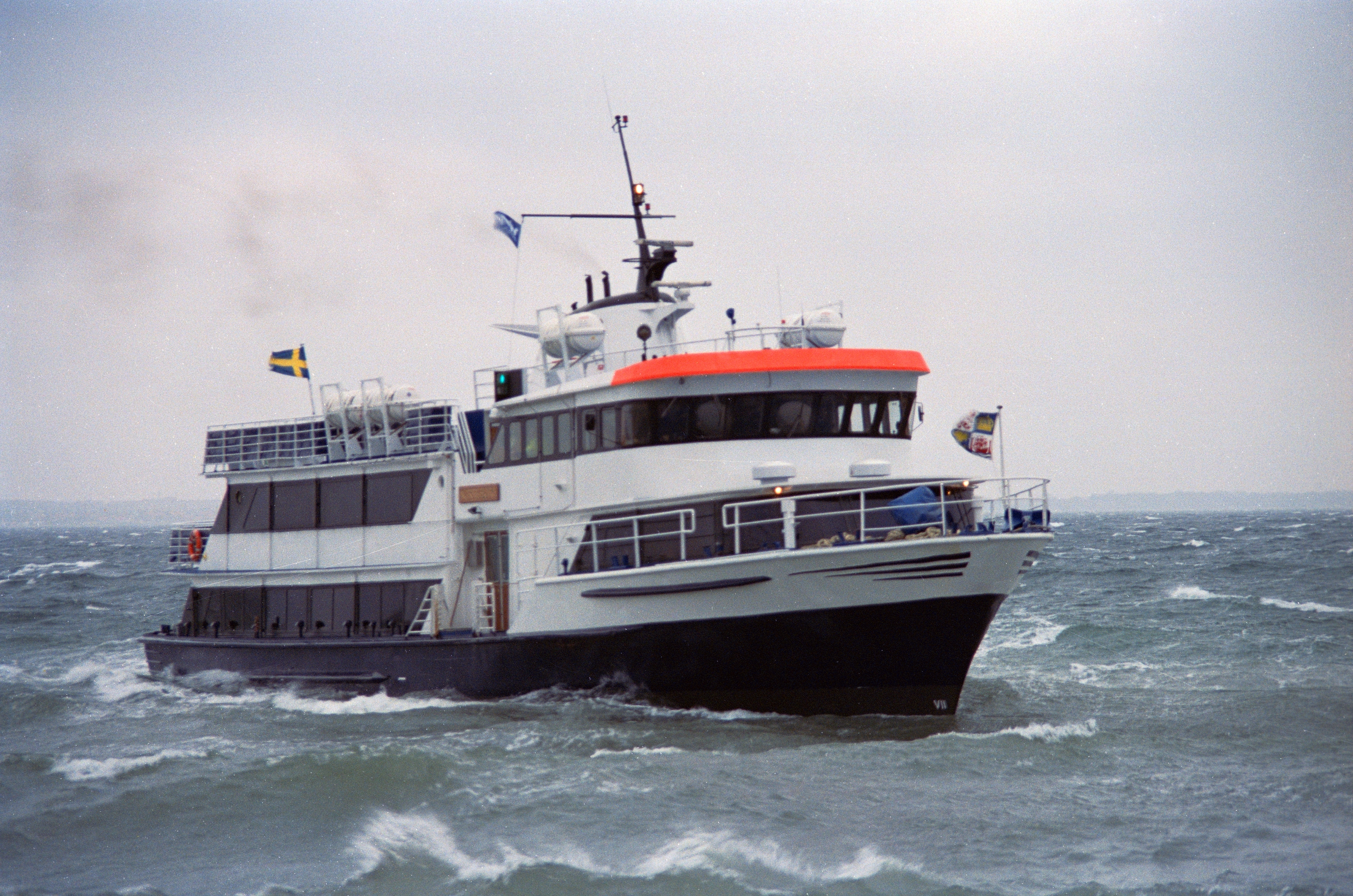
Fartyget då det hette Norreborg troligtvis i Öresund innan 2005

M/S Eldey, tidigare M/S Norreborg och M/S Sundbuss Erasmus samt M/S Erasmus, är en passagerarfärja som används i Reykjavik på Island för sightseeing av valar. Tidigare var båten insatt på linjen mellan Landskrona och Ven mellan december 2001 och april 2015, som då under namnet Norreborg trafikerade rutten tillsammans med bilfärjorna M/S Dumle och M/S Stjerneborg och senare M/S Uraniborg.

## Historik
Färjan byggdes 1971 av Lindstölds Skips og Baatbyggeri A/S, Risør, Norge tillsammans med sina två systerfartyg: M/S Sundbuss Magdelone, färdigställd 1972, och M/S Sundbuss Jeppe, färdigställd 1974, åt A/S Moltzau Tankrederi, Oslo. Den utchartrades till Moltzaus dotterbolag Sundsbussarna A/S i Helsingör och insattes på linjen Helsingborg-Helsingör den 13 juni 1971 som M/S Sundbuss Erasmus. Färjan trafikerade rutten fram till september 2001, varefter den köptes av Landskrona kommun för 3,5 miljoner och sattes i trafik på linjen Landskrona-Ven för Ventrafiken AB.
I samband med affären 2001 döptes färjan först om till M/S Erasmus och därefter till M/S Norreborg i december samma år. Namnet Norreborg syftar på hamnen och det klassiska semesterhemmet som finns på Ven.
I april 2015 sålde Ventrafiken färjan till Hvalaskoðun Reykjavik (Elding Whale Watching) på Island och blev då omdöpt till M/S Eldey efter den lilla ön Eldey västsydväst om Reykjavik.